# Eusebio Fernández Muñiz
Eusebio Fernández Muñiz   (Barcelona, 20 de juliol de 1893 - Avilés, 12 d'octubre de 1955) fou un empresari i dirigent esportiu català.
El gener de 1922 fou nomenat president del RCD Espanyol, mentre que el seu germà Manuel Fernández Muñiz fou escollit com a vicepresident primer. A nivell esportiu, l'equip va tenir una mala temporada, havent de disputar la promoció de descens amb el FC Espanya, salvant finalment la categoria. Al cap de sis mesos, el més de juny, Victorià de la Riva el substituí a la presidència, mentre que Eusebio i el seu germà esdevingueren vicepresidents.

Bandera d'Avilés.

Bandera de l'Stadium Avilesino.

A nivell professional, Eusebio Fernández fou representant de l'empresa automobilística Hispano Suïssa a la Barcelona dels anys vint. Els colors de la bandera d'Avilés i del club de futbol Stadium Avilesino foren inspirants en els colors del RCD Espanyol. Eusebio Fernández s'havia traslladat a Avilés el 1924, on entrà a la directiva del club local. Eusebio gestionà la compra d'unes samarretes, portades des de Barcelona, amb els colors blanc i blau. El juliol de 1932 també fou president de l'Stadium Avilesino.